# Roßbrunnen (Haardt)
Koordinaten: 49° 15′ 48″ N, 8° 1′ 28,8″ O
Die Roßbergquelle (Roßbrunnen) ist eine Quelle bei Ramberg im Landkreis Südliche Weinstraße in Rheinland-Pfalz.

## Geographie

### Lage
Die Quelle liegt zehn Kilometer nordwestlich von Landau in der Pfalz, oberhalb des Pfälzer Weinsteig auf einer Höhe von 547 m ü. NHN am Roßberg zwischen den Burgruinen Neuscharfeneck und Meistersel im Pfälzerwald. Die Quelle ist in einen Brunnen gefasst.

### Naturräumliche Zuordnung
Der Roßbrunnen gehört zum Naturraum Pfälzerwald, der in der Systematik des von Emil Meynen und Josef Schmithüsen herausgegebenen Handbuches der naturräumlichen Gliederung Deutschlands und seinen Nachfolgepublikationen als Großregion 3. Ordnung klassifiziert wird. Betrachtet man die Binnengliederung des Naturraums, so gehört der Roßbrunnen zum Mittleren Pfälzerwald und hier zum Gebirgszug der Haardt, welche den Pfälzerwald zur oberrheinischen Tiefebene hin abgrenzt.
Zusammenfassend folgt die naturräumliche Zuordnung des Roßbergs damit folgender Systematik:
1. Großregion 1. Ordnung: Schichtstufenland beiderseits des Oberrheingrabens
2. Großregion 2. Ordnung: Pfälzisch-saarländisches Schichtstufenland
3. Großregion 3. Ordnung: Pfälzerwald
4. Region 4. Ordnung (Haupteinheit): Mittlerer Pfälzerwald
5. Region 5. Ordnung: Haardt

## Verkehr und Wandern
Westlich und nördlich vorbei am Roßberg führt erst im Dernbach- und dann im Modenbachtal die Landesstraße L 506, die Ramberg im Westen und Weyher in der Pfalz im Osten miteinander verbindet. Am Bergnordfuß liegt unterhalb der bergnahen Burg Meistersel (Ruine Modeneck; 491,5 m) im Modenbachtal der Modenbacherhof (ca. 307 m); dort zweigt von der L 506 die das Forsthaus Heldenstein und den nördlichen Bergnachbarn Kesselberg (661,8 m) passierende und nach Edenkoben führende Kreisstraße 6 ab. Etwas bachabwärts zweigt von der L 506 die nach Burrweiler verlaufende K 58 ab.
Am besten ist die Quelle über den Pfälzer Weinsteig (gleich mit den Wanderwegen des Pfälzerwald-Vereins "weißer Balken – schwarzer Punkt" und "Drei-Burgen-Weg") zu erreichen. Der kürzeste Weg führt vom Parkplatz Waldhaus Drei Buchen (Ramberg) südwärts.

## Sonstiges
Die Quelle führt ganzjährig Wasser. Eine Entnahme ist problemlos möglich, es sind keine Schwebstoffe enthalten.